# بيلفيش
الخَرمان أو الشراع ؛ بيلفيش إلى مجموعة من الأسماك المفترسة في المياه المالحة التي تتميز بفواتير مدببة بارزة ، وحجمها الكبير ؛ بعضها أطول من 4 أمتار. تشمل سمكة الشراع الموجودة ، سمكة مرلين شراعي وأسماك مرلينية ، والتي تشكل عائلة أبو سيف (سمكة).
غالبًا ما تكون من الحيوانات المفترسة التي تتغذى على مجموعة متنوعة من الأسماك الصغيرة والقشريات ورأسيات الأرجل. يتم تصنيف هاتين العائلتين أحيانًا على أنها تنتمي إلى رتبة الاستيفورم، وهي مجموعة نشأت منذ حوالي 71 مليون سنة في أواخر العصر الطباشيري ، حيث تباعدت العائلتان منذ حوالي 15 مليون سنة في أواخر العصر الميوسيني. ومع ذلك ، فقد تم تصنيفها أيضًا على أنها مرتبطة ارتباطًا وثيقًا بالماكريل والتونة ضمن الرتبة الفرعية أسقمرياوات من رتبة فرخيات. ومع ذلك ، فإن الطبعة الخامسة من أسماك العالم تتعرف على الاستيفورم كترتيب صالح ، وإن كان يشمل العقام.
تعتبر الأسماك السطحية من أسماك السطح ومهاجرة للغاية ، وتوجد في جميع المحيطات ، على الرغم من أنها تعيش عادة في المياه الاستوائية وشبه الاستوائية ؛ تم العثور على سمك أبو سيف في المياه المعتدلة أيضًا. تستخدم الأسماك السطحية مناقيرها العلوية الطويلة التي تشبه الرمح / السيف لتقطيع الفريسة وصعقها أثناء الرضاعة. يمكن أيضًا استخدام فواتيرهم لدفع الفريسة ، ومن المعروف أنها تخوزق القوارب (ربما عن طريق الخطأ) ، لكنها لا تستخدم عادة بهذه الطريقة. وهي تحظى بتقدير كبير باعتبارها أسماك الصيد من قبل الصيادين الرياضيين.

## صِنف
يشير مصطلح أسماك الخَرمان إلى أسماك عائلات أبو سيف (سمكة) و أسماك مرلينية. وتتميز هذه الأسماك الكبيرة "بإطالة الفك العلوي ، إلى ما وراء الفك السفلي إلى منبر طويل مسطح وشبيه بالسيف (أبو سيف) أو مستدير وشبيه بالرمح (أسماك أبو شراع ، وأسماك سبير ، ومارلين)."

### صحيح الأسماك السطحية
تنقسم الأنواع الـ 12 من البيلفيش الحقيقي إلى عائلتين وخمسة أجناس. عائلة واحدة ، أبو سيف (سمكة) ، تحتوي على نوع واحد فقط ، سمك أبو سيف، والعائلة الأخرى ، أسماك مرلينية ، تحتوي على 11 نوعًا في أربعة أجناس ، بما في ذلك أسماك مرلينية ومرلين شراعي ومرلين سيفي. يوجد جدل حول ما إذا كان مارلين الأزرق الهندي والمحيط الهادئ ، هو نفس الأنواع مثل مرلين الأزرق الأطلسي. يتبع قاعدة الأسماك ناكامورا (1985) في التعرف على مازارا كنوع متميز ، "بشكل رئيسي بسبب الاختلافات في نمط نظام الخط الجانبي".

## الهيكل
تمتلك سمكة بيلفيش منقارًا طويلًا وعظميًا على شكل رمح ، يُطلق عليه أحيانًا اسم الخطم أو المنقار أو المنصة. ولسمك أبو سيف أطول منقار ، حوالي ثلث طول جسمه. مثل السيف الحقيقي ، فهو أملس ومسطح ومدبب وحاد. تعتبر أسماك بيلفيش الأخرى أقصر وأكثر استدارة ، مثل الرماح.
يسبحون عبر مدرسة الأسماك بسرعة عالية ، ويقطعون اليسار واليمين ، ثم يدورون مرة أخرى لأكل السمك الذي أذهلوه. سمك أبو سيف البالغ ليس له أسنان ، ولسمك بيلفيش الآخر أسنان صغيرة. إنهم يبتلعون صيدهم بالكامل ، رأسًا أولاً. المارلين أحيانًا يقلب سمكة في الهواء ويصطادها بحربة. بالنظر إلى سرعة وقوة هذه الأسماك ، عندما تفعل أشياء رمحية ، يمكن أن تكون النتائج مثيرة. تم العثور على مفترسات أسماك بيلفيش ، مثل أسماك القرش البيضاء وماكو الكبيرة ، مع رماح من سمك بيلفيش مغروسة فيها. تنبهر الأسماك البحرية عمومًا بالأشياء العائمة وتتجمع حولها. يمكن لسمك بيلفيش أن يصدم القوارب والأشياء العائمة الأخرى عن طريق الخطأ عندما يلاحق الأسماك الصغيرة التي تتجمع حولها. يجب توخي الحذر عند محاولة هبوط سمكة بيلفيش. أصيب العديد من الصيادين ، بعضهم إصابات خطيرة ، بسبب سمكة بيلفيش.